# ライアンを探せ!
『ライアンを探せ!』（ライアンをさがせ、原題：The Wild）は2006年春に全米公開された長編アニメーション映画作品。製作はC.O.R.E Feature Picture、配給はディズニー。

## 概要
日本では丸の内プラゼール（現：丸の内ピカデリー3）他全国松竹系にて2006年12月16日より公開されたが、字幕版が上映されたのは東京都内の1箇所のみで、あと全ては吹替え版という、かなり偏った上映スケジュールとなった。
日本テレビ系列の番組「天才!志村どうぶつ園」とタイアップし、同番組にレギュラー出演しているチンパンジーのパン君が宣伝部長に就任した。同時に全国の動物園でスタンプラリーなどのキャンペーンが行われたが、繁殖目的で飼育されている希少動物であるチンパンジーを宣伝に利用することに対し動物園側からクレームが相次ぎ、上野動物園などスタンプラリーを中止する動物園もあった。配給元が日テレにタイアップの撤回を申し出たが日テレ側はそれを拒否したとされる。（なお以上の経緯を朝日新聞のWebサイトが2006年12月6日付で報じたが、なぜか直後に記事が削除された。）
日本では2007年4月25日にDVD・Blu-ray Discが発売された。日本国内で新作のDVD・BDが同時発売されたのは初めてとなる。

## あらすじ
ニューヨーク動物園の人気者はライオン親子・サムソンとライアン。しかしライアンは父親のように吼えられずコンプレックスを抱えていた。そんな中、トラブルを起こしてしまい、ますます自己嫌悪になってしまい、ライアンは憧れの「野生の世界」へ行けると言うトラックのコンテナに入ってしまう。そのときトラックが動物園から出発してしまう。目の前で息子を連れ去られたサムソンは、親友のベニーと共に動物園を脱走してライアンを探しに行くが、仲間のブリジット、ナイジェル、ラリーもついて来てしまう。こうして、ライアンの捜索が始まった。

## 登場キャラクター・キャスト
サムソン
声 - キーファー・サザーランド / 平田広明（予告編 - 大塚芳忠）
本作の主人公。ライアンの父であるライオン。アフリカ生まれの野生育ちとして、人間ばかりでなく、周りの動物達からも絶大な人気を得ていて、動物対抗カーリングチームのキャプテンでもある。しかし、息子ライアンへの教育についてだけでなく、親友のベニーしか知らない過去の秘密を打ち明けるべきかどうか悩み続けている。表向きはジャングル出身だが、実はサーカス出身で昔はライアン同様上手く吼える事が出来なかったため、自分の父親から見捨てられ、動物園へ送られた。
ライアン
声 - グレッグ・サイプス / 畠中祐
サムソンの息子であるライオン。父親のように吼えられない彼は、父親が育った野生の世界に憧れ続けている（それは嘘ということは知らなかった）。しかし、友達のイタズラを止めようとしてガゼルたちを暴走させて、父親の出場していたカーリング大会を台無しにしてしまう。落ち込むライアンはトラックに入り込み、走り出したトラックに連れて行かれてしまう。終盤ではとある出来事により上手く吼えるようになった。
ベニー
声 - ジム・ベルーシ / 郷田ほづみ
サムソンの親友であるリス。ニューヨークと動物園を行き来できる彼はサムソンの相談相手でもあり、サムソンチームのメンバーでもある。小さい体ながら、メスのキリンのブリジットを口説き続けている。どんなときでも友達や仲間を見捨てたりしない情にあふれた大きい心でサムソンとライアンを見守る。サムソンの過去の秘密を唯一知る存在でもあり、「そろそろ過去を打ち明けてみろ」とサムソンに提案する。
ナイジェル
声 - エディ・イザード / 根本泰彦
動物園グッズの中でも一番人気の「おしゃべりナイジェル」のモデルにもなっていて、サムソンチームの副キャプテンでもあるコアラ。しかし彼自身は可愛がられるのが嫌いで、悪口や皮肉ばかり言っていて、トラブルを招いてしまう。実は「おしゃべりナイジェル」がとあるとんでもない野望を呼びおこしてしまう。
ブリジット
声 - ジャニーン・ガロファロー / 岡寛恵
頭が切れるメスのキリンで、サムソンチームのメンバーでもある。ベニーから口説かれてもさらりとかわし続けている。ライアンを自分の子供のように思っているが、「本当の子供は欲しくない」と考えてもいる。サムソンを野生の世界は初めてではないかと彼の正体を薄々感づいていた。
ラリー
声 - リチャード・カインド / 青山穣
体調が7メートルもある蛇で、サムソンチームのメンバーでもある。おっかない見かけとは違い、呑気でマイペース。カーリング試合の「秘密作戦」では、弓代わりにされてしまう。
スタン&カーマイン
声 - レニー・ヴェニート、ジョゼフ・シラボ / 三宅健太、楠大典
ニューヨークの下水道に住むワニ。ライアンを探しているサムソン達を案内する。
カザール
声 - ウィリアム・シャトナー / 菅生隆之
ヌーたちのリーダーで、振付師でもある。「神からのお告げ」により、彼はライオンを食って野性の世界の頂点に立とうと野心を抱き、独裁者となった。
ブラッグ
声 - パトリック・ウォーバートン / 小杉十郎太
カザールの部下達の内の一頭であるヌー。ダンスに失敗したりするほど結構ドジ。
クローク&カモ
声 - クリス・エジェリー、ボブ・ジョールス / オリエンタルラジオ（中田敦彦、藤森慎吾）
スパイをしているコンビのカメレオン。部下達を率いて変幻自在のカムフラージュを繰り出すが、クロークはついつい喋りすぎてしまい、いつもカモに殴られている。
- その他の声優 - 梅津秀行 / 桜井誉礼 / 太田哲治 / 後藤敦 / 落合弘治 / 飯島肇 / 後藤哲夫 / 斎藤恵理 / 浅井晴美 / 小林麻由子 / 菊池こころ / 柴井伶太 / 佐山陽規 / 多田野曜平 / 藤原堅一 / 恒松あゆみ / 澤山佳小里 / 田中英樹 / 粟野志門 / 羽多野渉 / 伊藤栄次 / 水野龍司 / あじゃ / あったゆういち / 伊地健治 / 下岡あゆみ / シャバ駄馬男 / 寺本良之 / 森雅紀 / 山田泰三

## その他
- 今作でも地方放送局のアナウンサーなどが日本語吹替えの声を担当している。
- 日本版イメージソングはゴスペラーズの「
Prisoner of love」が起用され、主にCMなどで放映された。
- タイトルが似ている映画『プライベート・ライアン』（戦争中、消息を絶った兵士ライアンを探す）とは無関係である。
- 今作よりも先に上映された、ドリームワークス作品の「マダガスカル」や、ピクサー制作の「ファインディング・ニモ」と設定やストーリーの類似性が指摘されている。